# Bataille de Tabarka
Conquête musulmane du Maghreb
Batailles
- Sufétula
- Tahouda
- Mammès
- Carthage
- Oued Nini
- Tabarka

La bataille de Tabarka a eu lieu près de la ville de Tabarka entre les forces omeyyades et les tribus Berbères menées par la reine Dihya. 
La bataille s'est déroulée en 701, 702 ou 703 apr. J.-C. Elle se solde par une victoire décisive des Omeyyades, et marque la fin de la résistance Berbère contre les Arabes.

## Contexte
À la fin du VIIe siècle, les forces du califat omeyyade, ont mené une conquête du Maghreb, qui était partiellement contrôlé par l'Empire byzantin. Cependant, les Arabes rencontrèrent une résistance des Berbères sous l'égide de Dihya (Kahina), alors reine des Aurès. En 698, elle remporte notamment une victoire contre les Omeyyades lors de la bataille de l'oued Nini (698), interrompant temporairement la conquête arabo-musulmane du Maghreb menée par Hassan Ibn Numan.

## Déroulement
Les troupes omeyyades, qui s'étaient regroupés en Libye tentent, en 701, 702 ou 703, une nouvelle fois de capturer la Numidie. Kahina avait alors rassemblé de nombreuses tribus berbères pour résister à cette nouvelle attaque. Les deux armées se sont affrontées à Tabarka près de la frontière moderne entre l'Algérie et la Tunisie, où un point d'étranglement existe entre la mer Méditerranée et les monts des Aurès. La bataille – qualifiée de « féroce » – se solde par la victoire des Omeyyades, la mort de Kahina et la fin de la résistance des berbères face aux Omeyyades.

## Conséquences
Une fois la bataille terminée, Kahina fut tuée à Bir al-Kahina (le puits de la Kahéna) à l'entrée de la ville actuelle de Bir el Ater à environ 87km de Tbéssa dans la région des Aurès. Les sources divergent sur le fait que les deux fils de Kahina – qui ont tous les deux survécu à la bataille – se sont convertis à l'islam avant la bataille et ont combattu leur mère ou se sont convertis après la bataille en échange de leur vie.